# Pongrácz Jenő
Pongrácz Jenő, Porgesz (Dévaványa, 1882. március 27. – Budapest, 1956. május 29.) magyar ügyvéd, jogi író, szerkesztő és újságíró.

## Élete
Porgesz Adolf kereskedő és Breuer Eugénia (1859–1918) fia. Középiskolai és jogi tanulmányait Budapesten végezte. 1906-tól a fővárosban ügyvédként dolgozott, és jogi folyóiratok, sorozatok, jogszabály-gyűjtemények szerkesztője volt. Az első világháború idején az olasz fronton teljesített szolgálatot. A Tanácsköztársaság alatt szerkesztette és kiadta a Magyar Tanácsköztársaság című jogszabálygyűjteményt, majd 1927 és 1938 között a Magyar Törvénykezés című jogi szakfolyóiratot és A törvény című jogi szakkérdésekkel foglalkozó füzetsorozatot. A Népszava közgazdasági rovatvezetője és több szakszervezet jogi tanácsadója volt. Számos gyakorlati igényű és ismeretterjesztő munkát adott ki. Ügyvédi irodájában főleg magánjogi és kereskedelmi jogi ügyekkel foglalkozott. Halálát érelmeszesedés, elbutulás, dülmirigy túltengés, hólyag- és vesegyulladás, valamint szívizomelfajulás okozta.

## Magánélete
Első házastársa Csillag Ibolyka volt, akivel 1912. január 18-án Budapesten, az Erzsébetvárosban kötött házasságot, majd tíz évvel később elváltak. Másodszor is megnősült, s elvette a nála négy évvel fiatalabb Fodor Etelkát (1886–1966), akivel haláláig együtt élt.

## Főbb művei
- Lakásügyi jogszabályok gyűjteménye (Budapest, 1909)
- Tanácsköztársasági Törvénytár. A Forradalmi Kormányzótanács és a Népbiztosságok rendeletei (1–5. füzet. Budapest, 1919)
- A tőrvény (füzetsorozat, Budapest, 1928)
- Illetékügyi kislexikon (Budapest, 1936)